# Kooperation für Transparenz und Qualität im Gesundheitswesen

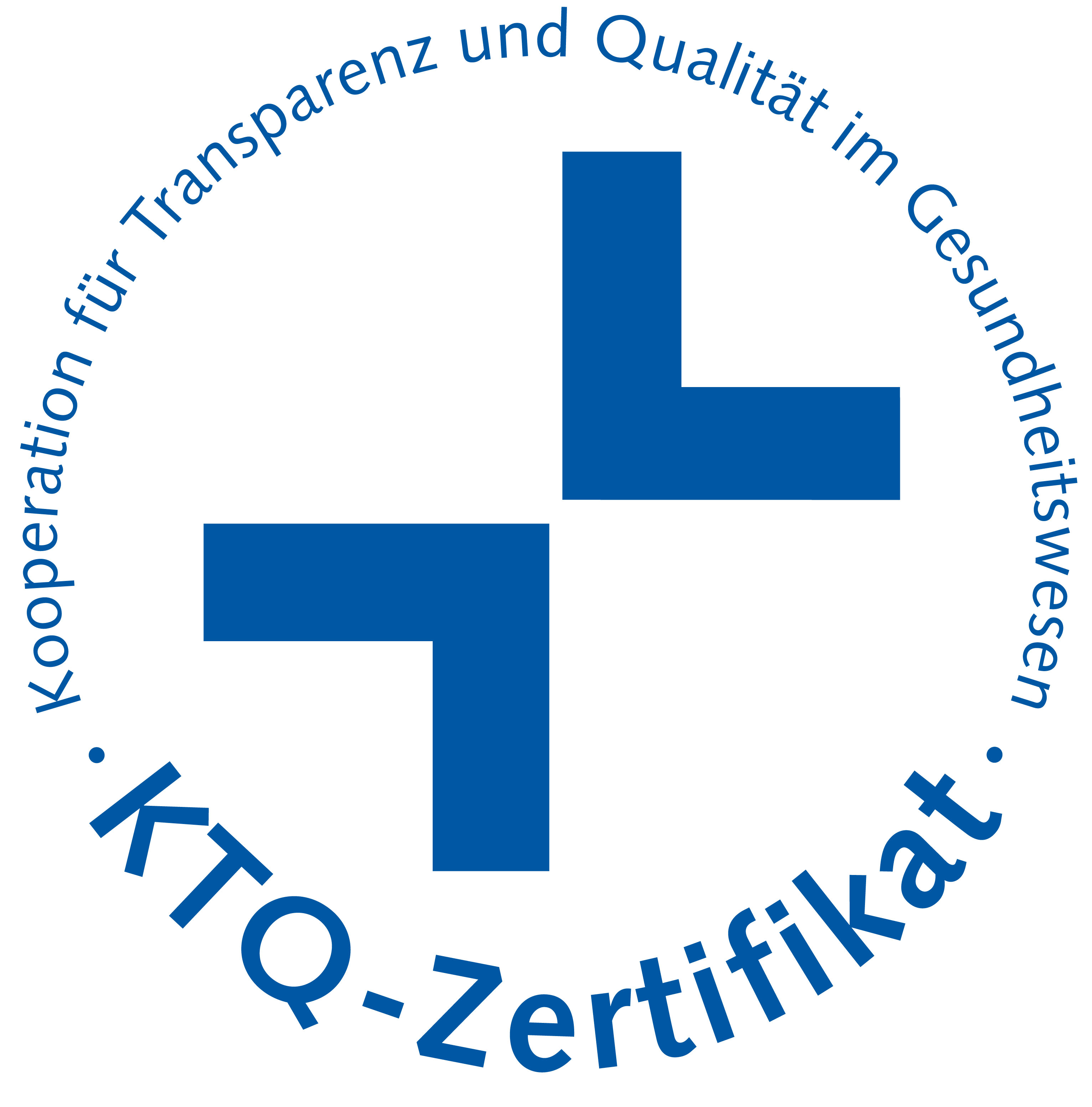
KTQ-Zertifikat

Die Kooperation für Transparenz und Qualität im Gesundheitswesen (KTQ) ist seit 2001 ein Anbieter von Qualitätsmanagement-Zertifizierungen für Einrichtungen des Gesundheitswesens in Deutschland und Österreich mit Sitz in Berlin. Dabei wird die Abkürzung KTQ sowohl für die KTQ-GmbH selbst, als auch für das von ihr vertretene KTQ-Verfahren verwendet. KTQ ist ein eingetragenes Warenzeichen.

## Geschichte
Anlass für die Gründung der KTQ (als Kooperation für Transparenz und Qualität im Krankenhaus) war 1997 u. a. die seinerzeit bereits abzusehende gesetzliche Verpflichtung für alle Einrichtungen im Gesundheitswesen, Qualitätsmanagement einzuführen und dies auch nachzuweisen (§ 135a, § 137 SGB V). Dieser Nachweis wird durch ein Zertifikat nach nationalen oder internationalen Normen erleichtert.
Das Verfahren der KTQ ist eine Branchenlösung für Qualitätsmanagementsysteme im Gesundheitswesen. Die Entwicklungsphase des KTQ-Zertifizierungsverfahrens für Krankenhäuser lief von 1997 bis 2002 und wurde vom Bundesministerium für Gesundheit (Deutschland) gefördert und vom Institut für Medizinische Informationsverarbeitung in Tübingen wissenschaftlich begleitet.
Seit Mitte 2002 läuft der Regelbetrieb der KTQ, bisher wurden über 2500 Einrichtungen zertifiziert. Ebenfalls seit 2002 ist die KTQ als GmbH eine eigenständige Rechtsperson.
2004 erfolgte die Umbenennung in KTQ im Gesundheitswesen, die mit der Ausweitung auf weitere Bereiche des Gesundheitswesens einherging. Seit 2004 existiert ein Zertifizierungsverfahren für Arztpraxen, Medizinische Versorgungszentren und Institute der Pathologie und Zytologie. Im Jahr 2005 wurde das Angebot für den Bereich Rehabilitationseinrichtungen erweitert, gefolgt vom KTQ-Verfahren für die Bereiche der stationären und teilstationären Pflege, der ambulanten Pflegedienste, Hospize und alternativen Wohnformen im Jahr 2007.
2008 zog die Geschäftsstelle von Siegburg nach Berlin um.
Basierend auf der Struktur des KTQ-Modells bietet die KTQ seit 2012 auch ein Zertifizierungsverfahren an, das an die Rahmenbedingungen von Einrichtungen der Notfallrettung und qualifizierten Krankentransporte angepasst wurde.
Mit der Variante Organisationseinheit ist es möglich, eine separate Organisationseinheit innerhalb einer größeren Einrichtung von der KTQ zertifizieren zu lassen.
Die ersten von der KTQ erteilten Zertifikate galten ab dem 1. Juli 2002 für drei Jahre und wurden am 26. Juni 2002 an das Marienhospital Osnabrück und am 28. Juni 2002 an die Asklepios Stadtklinik Bad Tölz vergeben.
Das seit dem 26. April 2005 zertifizierte Universitätsklinikum Freiburg im Breisgau war zu diesem Zeitpunkt die größte nach KTQ zertifizierte Einrichtung (je nach Definition ±8000 Beschäftigte). Mit dem Krankenhaus Barmherzige Schwestern in Ried in Österreich wurde am 12. Juli 2005 erstmals ein Krankenhaus außerhalb der BRD nach KTQ zertifiziert. Am 3. Juli 2007 wurde das LWL Pflegezentrum Haus Stadtberge in Marsberg (Sauerland) als erste stationäre Pflegeeinrichtung in Deutschland zertifiziert.
Seit Juli 2018 ist Jochen Breinlinger-O´Reilly Geschäftsführer der KTQ International GmbH und Ronald Neubauer für die KTQ-GmbH.

### Fort- und Weiterbildung
Unter der Bezeichnung KTQ-Akademie wird eine Einrichtung für verschiedene Fort- und Weiterbildungen in Trägerschaft des Zentrums für angewandte Notfallwissenschaft (ZaNowi) geführt. Das Bildungsinstitut in Essen bietet vor allem qualitätsmanagementbezogene Seminare im Gesundheitsbereich an.

## Bewertung nach KTQ
Das KTQ-Verfahren beruht auf zwei Bewertungsverfahren zu den (einrichtungsinternen) Kategorien:
- Patientenorientierung
- Mitarbeiterorientierung
- Risikomanagement (vor Version 2015: Sicherheit)
- Kommunikations- und Informationswesen
- Unternehmensführung  (vor Version 2015: Führung)
- Qualitätsmanagement

nach dem PDCA-Zyklus (Plan-Do-Check-Act).
Alle Einrichtungen, die sich nach KTQ zertifizieren lassen wollen, müssen zunächst einen Selbstbewertungsbericht und einen Qualitätsbericht auf Basis des jeweiligen KTQ-Katalogs erstellen, deren Aussagen im Rahmen einer Visitation überprüft werden.

### Selbstbewertung
Auf dem Weg zu einem KTQ-Zertifikat ist der erste Schritt die Selbstbewertung. Diese wird von der Einrichtung, die sich zertifizieren lassen möchte, eigenständig vorgenommen. Anhand des aktuellen KTQ-Manuals wird eine Ist-Analyse vorgenommen. Je nach Ergebnis der Selbstbewertung kann die Einrichtung sich entschließen, eventuell Maßnahmen zur Verbesserung in den jeweiligen Bereichen zu unternehmen oder direkt eine KTQ-Zertifizierung anzustreben. Für die Zertifizierung ist eine Fremdbewertung zwingend Voraussetzung.

### Fremdbewertung
Gemeinsames Merkmal aller Qualitätsmanagement-Zertifizierungs-Systeme ist eine externe Bewertung der Einrichtung durch den Zertifizierer (KTQ: Visitation; ISO: Audit; JCI: Survey), welche in regelmäßigen Abständen wiederholt werden muss. Das KTQ-Zertifikat ist drei Jahre gültig. Jährliche Überprüfungsaudits, wie z. B. bei der ISO 9001, sind bei KTQ nicht vorgesehen.
Die (externe) Fremdbewertung führen neutrale, von der KTQ zugelassene und geschulte KTQ-Visitoren im Auftrag von akkreditierten KTQ-Zertifizierungsstellen durch; als Leitfaden für die Fremdbewertung dient der aktuelle KTQ-Katalog. Im Rahmen der Fremdbewertung nach KTQ werden Einrichtungen nur durch Visitoren-Teams bewertet, die einen beruflichen Bezug zum Einrichtungstyp (z. B. Krankenhaus, Rehabilitationseinrichtung, ambulante Einrichtungen) haben. Entsprechend setzt sich das Visitoren-Team je nach Einrichtung unterschiedlich zusammen. Im Krankenhausbereich sind dies je eine Führungskraft aus den Bereichen Ärztlicher Dienst, Pflegedienst sowie Verwaltung/Management. Sie werden dabei von einem Visitationsbegleiter der Zertifizierungsstelle unterstützt.
Die Fremdbewertung vor Ort erfolgt durch Befragungen der Mitarbeiter („kollegiale Dialoge“), Begehung der Einrichtung mit Befragungen vor Ort und Akteneinsicht. Die Visitation kann, je nach Größe der Einrichtung, mehrere Tage in Anspruch nehmen; dazu veröffentlicht die KTQ Dokumente, in denen die Visitationsdauer für die jeweiligen Bereiche dargestellt ist.

### KTQ-Visitoren
Die KTQ-Visitoren agieren als Gutachter im Zertifizierungsverfahren und sind Führungskräfte, die Leitungsfunktionen in ihrer Einrichtung innehaben und Kenntnisse im Qualitätsmanagement im Rahmen einer 200-stündigen Weiterbildung gemäß der Vorgaben für Ärztliches Qualitätsmanagement der Bundesärztekammer nachgewiesen haben. Die Akkreditierung erfolgt nach einer Abschlussprüfung und erfolgreicher Personenzertifizierung, besitzt drei Jahre Gültigkeit und muss jährlich durch eintägige Fresh-ups verlängert werden. Jeder Visitor muss zudem individuell durch die Gesellschafter der KTQ-GmbH zugelassen werden. Im Gegensatz zu anderen Zertifizierungsverfahren werden im KTQ-Verfahren keine hauptberuflichen Visitoren eingesetzt. Jeder KTQ-Visitor darf maximal 15 Visitationstage pro Jahr als nebenberufliche Tätigkeit durchführen.
Voraussetzungen für die Tätigkeit als KTQ-Visitor sind:
- mindestens fünf Jahre Berufserfahrung sowie aktuelle Tätigkeit in leitender Position im Gesundheitswesen
- Ausbildung im Qualitätsmanagement entsprechend dem Curriculum der Bundesärztekammer
- Teilnahme am einwöchigen KTQ-Training mit Prüfung und Personenzertifizierung
- regelmäßige Teilnahme an Auffrischungskursen (KTQ-Freshups)
- Durchführung mindestens einer KTQ-Visitation pro Jahr

### KTQ-Zertifikat
Da KTQ selbst kein Qualitätsmanagementsystem (QMS), sondern ein Kriterienkatalog ist, setzt KTQ ein vorhandenes Qualitätsmanagement voraus und bestätigt in seiner Zertifizierungsurkunde, dass das vorhandene QMS sowie die Strukturen und Abläufe dem aktuellen KTQ-Kriterienkatalog hinreichend entsprechen. In Stichproben werden alle Bereiche und Abläufe der zertifizierungswilligen Einrichtung überprüft. Ein KTQ-Zertifikat gilt stets für die gesamte Einrichtung. Eingrenzungen, z. B. nur auf einzelne Bereiche wie Verwaltung, Pflegedienst oder Zentrale Notaufnahme, wie bei ISO-9001-Zertifikaten möglich, gibt es im KTQ-Verfahren nicht. Es können jedoch Verbünde verschiedener Einrichtungen eines Bereiches (z. B. Krankenhaus und Krankenhaus, Pflegeheim und Hospiz) oder Vernetzungen aus verschiedenen Bereichen (z. B. Krankenhaus und Rehaeinrichtung, Krankenhaus und MVZ) gemeinsam zertifiziert werden.
Um ein KTQ-Zertifikat zu erhalten, müssen für die Erstzertifizierung und erste Re-Zertifizierung 55 % der möglichen Punkte aller Kriterien in den sechs Kategorien erreicht werden. Am umfangreichsten sind die Kategorien „Patientenorientierung“ und „Sicherheit - Risikomanagement“.  Im Krankenhausbereich sind das 55 (statt bisher 63) zu bearbeitende Kriterien. Für Verträge, die ab dem 1. Juli 2012 zwischen Krankenhäusern und Zertifizierungsstellen geschlossen wurden, gilt: Die maximale Punktzahl für alle Kriterien (auch für Kernkriterien) beträgt dann 18 Punkte.
Der von der KTQ überprüfte und genehmigte Qualitätsbericht wird auf der Website der KTQ für den Gültigkeitszeitraum veröffentlicht. Die zertifizierte Einrichtung kann ihn im firmeneigenen Webauftritt ebenfalls präsentieren.

## Relevanz von KTQ im deutschen Gesundheitswesen
Stand Januar 2014 waren rund 500 Krankenhäuser zertifiziert. Die Rezertifizierungsquote liegt bei ca. 75 %.
Für Rehabilitationseinrichtungen bietet die KTQ BAR-konforme Zertifizierungen an, die den Anforderungen nach §20 Abs. 2a SGB IX (Kriterien der Bundesarbeitsgemeinschaft für Rehabilitation (BAR)) in vollem Umfang entsprechen.
Auch für den Bereich niedergelassener Ärzte und MVZs stehen Zertifizierungsverfahren zur Verfügung. Die Relevanz der Methode ist hier allerdings bislang aufgrund des von der Kassenärztliche Bundesvereinigung (KBV) angebotenen und mit wenig Aufwand realisierbaren QEP-Verfahrens bisher gering.

## proCum Cert
Eine Sonderstellung unter den Zertifizierungsstellen der KTQ nimmt die konfessionelle proCum Cert ein, da sie aufbauend auf den von der KTQ aufgestellten Inhalten in kirchlich getragenen Einrichtungen zusätzlich eigene Aspekte überprüft.

## Gesellschafter der KTQ
Die Gesellschafter der KTQ-GmbH waren bis 2018 die Vertreter der Selbstverwaltung im Gesundheitswesen: die Bundesärztekammer, die Verbände der Kranken- und Pflegekassen auf Bundesebene der Gesetzlichen Krankenversicherung, die Deutsche Krankenhausgesellschaft e. V. und der Deutsche Pflegerat e. V.
Am 31. Dezember 2017 traten die Verbände der gesetzlichen Krankenkassen aus dem Kreis der stimmberechtigten Gesellschafter aus. Es folgte der Verkauf der Geschäftsanteile durch die Deutsche Krankenhausgesellschaft (DKG), der Bundesärztekammer (BÄK) und des Deutschen Pflegerates (DPR) und Übertragung an die 2013 gegründete KTQ International GmbH.